# Bitwa pod Nowojelnią

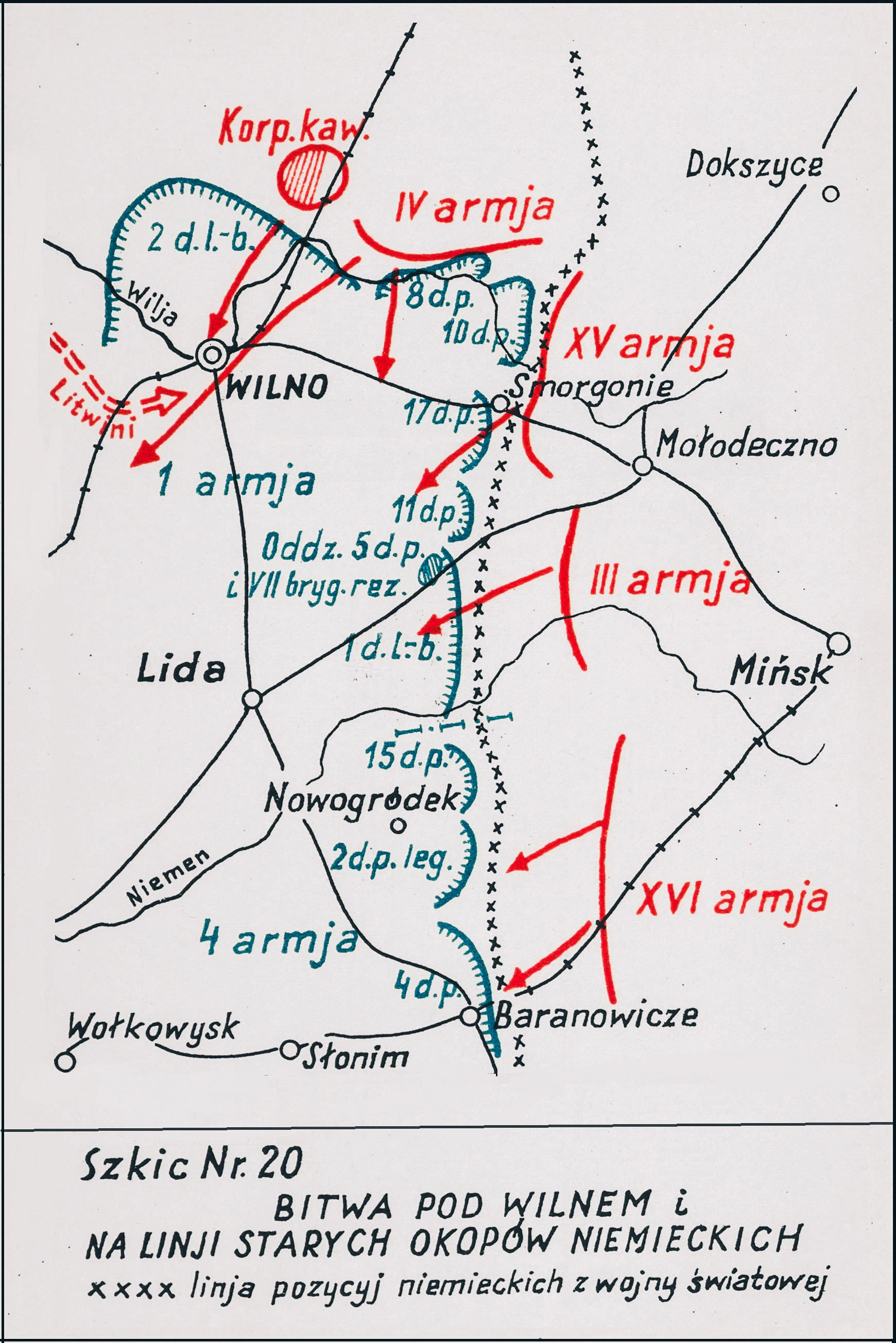
Adam Przybylski
Wojna polska 1918–1921

Bitwa pod Nowojelnią – walki polskiego 10 pułku ułanów z oddziałami sowieckiej 27 Dywizji Strzelców w czasie lipcowej ofensywy Frontu Zachodniego Michaiła Tuchaczewskiego w okresie wojny polsko-bolszewickiej.

## Położenie wojsk przed bitwą
W pierwszej dekadzie lipca przełamany został front polski nad Autą, a wojska Frontu Północno-Wschodniego gen. Stanisława Szeptyckiego cofały się pod naporem ofensywy Michaiła Tuchaczewskiego.
Naczelne Dowództwo nakazało powstrzymanie wojsk sowieckiego Frontu Zachodniego na linii dawnych okopów niemieckich z okresu I wojny światowej.
Sytuacja operacyjna, a szczególnie upadek Wilna i obejście pozycji polskich od północy, wymusiła jednak dalszy odwrót.
1 Armia gen. Gustawa Zygadłowicza cofała się nad Niemen, 4 Armia nad Szczarę, a Grupa Poleska na Kanał Ogińskiego i Pińsk.

## Działania wojsk
W połowie lipca 10 pułk ułanów został przerzucony transportami kolejowymi z rejonu działania Grupy Poleskiej w okolice Nowogródka i wszedł w ugrupowanie 1 Armii.
18 lipca główne siły pułku z baterią artylerii konnej przybyły na stację Nowojelnia, natomiast pociąg ze szwadronem ckm, szwadronem technicznym i taborami pułkowymi, znajdował się dopiero na trasie między Baranowiczami i Nowojelnią.
W tym czasie sowiecka 27 Dywizja Strzelców przerwała front polski pod Baranowiczami, a jej oddziały uszkodziły tor kolejowy i otoczyły opóźniony, dowodzony przez rotmistrza Starczewskiego transport 10 pułku ułanów.
W walce poległo lub odniosło rany ponad pięćdziesięciu ułanów, kilkudziesięciu dostało się do niewoli. Resztki szwadronów przebiły się przez pierścień okrążenia, ale utracono całe tabory i większość broni maszynowej. Po reorganizacji osłabiony pułk został przydzielony do 15 Dywizji Piechoty generała Władysława Junga.